# Gianluca Luppi
Gianluca Luppi (Crevalcore, 23 agosto 1966) è un allenatore di calcio ed ex calciatore italiano, di ruolo difensore.

## Caratteristiche tecniche

### Giocatore
Giocava come terzino destro o difensore centrale.

## Carriera

### Giocatore

Luppi (in piedi, secondo da destra) alla Juventus nell'estate 1990

È cresciuto calcisticamente nel Bologna, con il quale passa dalla Serie C1 alla Serie A. Viene ceduto alla Juventus per 4 miliardi di lire. Disputò una prima stagione da titolare sotto la guida di Luigi Maifredi, totalizzando 34 presenze; l’anno successivo fu più misero di soddisfazioni. Come tecnico arrivò Trapattoni e con lui un bel gruppo di difensori: Carrera, Kohler e Reuter e per lui gli spazi di restrinsero, infatti, totalizzerà solamente 22 presenze ed, a fine stagione, sarà ceduto alla Fiorentina per 5,5 miliardi di lire.
In seguito comincia a girovagare in numerose società, militando per sedici anni consecutivi tra Serie A e Serie B. Con il Venezia gioca 120 partite ufficiali condite da 7 reti, ottenendo nel corso di quattro stagioni due promozioni in Serie A.

### Allenatore
È stato il vice allenatore del Bologna a fianco di Daniele Arrigoni per tutta la permanenza del tecnico sulla panchina felsinea. Ha conseguito il patentino di allenatore di prima categoria nel luglio 2008. Il 12 aprile 2011 ottiene la sua prima panchina da allenatore, quella del Venezia in Serie D; Luppi fa così ritorno in laguna dieci anni dopo la sua ultima apparizione da giocatore arancioneroverde.

## Statistiche

### Statistiche da allenatore
Statistiche aggiornate al 22 maggio 2011.
| Stagione        | Squadra         | Campionato      | Campionato | Campionato | Campionato | Campionato | Coppe nazionali | Coppe nazionali | Coppe nazionali | Coppe nazionali | Coppe nazionali | Coppe continentali | Coppe continentali | Coppe continentali | Coppe continentali | Coppe continentali | Altre coppe | Altre coppe | Altre coppe | Altre coppe | Altre coppe | Totale | Totale | Totale | Totale | % Vittorie |
| Stagione        | Squadra         | Comp            | G          | V          | N          | P          | Comp            | G               | V               | N               | P               | Comp               | G                  | V                  | N                  | P                  | Comp        | G           | V           | N           | P           | G      | V      | N      | P      | %          |
| --------------- | --------------- | --------------- | ---------- | ---------- | ---------- | ---------- | --------------- | --------------- | --------------- | --------------- | --------------- | ------------------ | ------------------ | ------------------ | ------------------ | ------------------ | ----------- | ----------- | ----------- | ----------- | ----------- | ------ | ------ | ------ | ------ | ---------- |
| apr.-giu. 2011  | Venezia         | D               | 3+2        | 2+1        | 1          | 0+1        | CI-D            | 0               | 0               | 0               | 0               | -                  | -                  | -                  | -                  | -                  | -           | -           | -           | -           | -           | 5      | 3      | 1      | 1      | 60,00      |
| Totale carriera | Totale carriera | Totale carriera | 3+2        | 2+1        | 1          | 0+1        |                 | 0               | 0               | 0               | 0               |                    | -                  | -                  | -                  | -                  |             | -           | -           | -           | -           | 5      | 3      | 1      | 1      | 60,00      |

## Palmarès

### Giocatore
- Campionato italiano di Serie B: 2

Bologna: 1987-1988
Fiorentina: 1993-1994